# Vladimir Sacharov

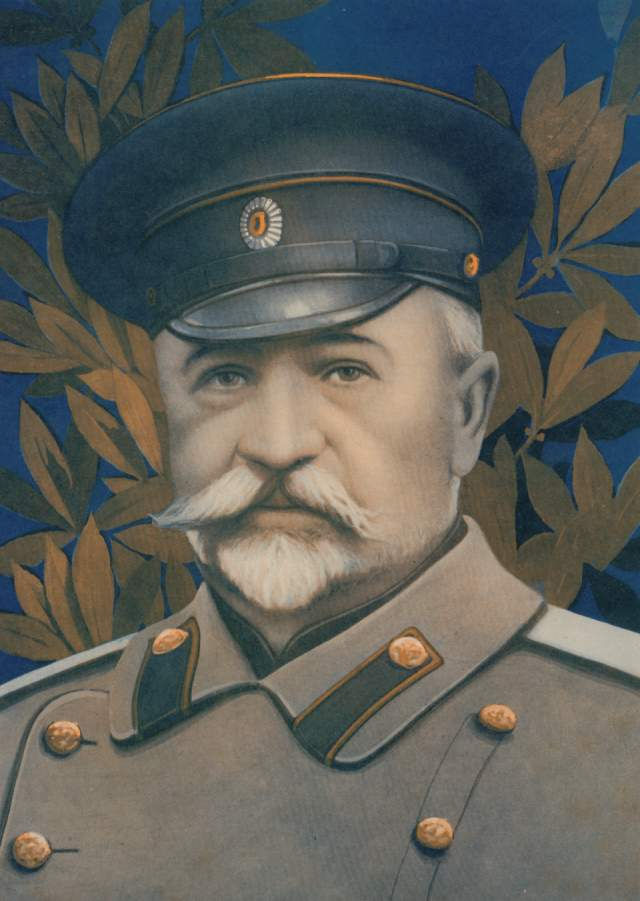
Vladimir Sacharov.

Vladimir Viktorovitj Sacharov (ryska: Владимир Викторович Сахаров), född 20 maj 1853 i guvermementet Moskva, död 1920 i Bilohirsk, var en rysk militär. 
Sacharov blev officer vid infanteriet 1871, kapten vid generalstaben 1878, överste 1884, generallöjtnant och kavalleridivisionschef 1901, chef för första sibiriska armékåren 1903, generalstabschef under rysk-japanska kriget 1904–05, chef för sjunde armékåren 1906, general av kavalleriet 1908 och chef för 11:e armékåren 1913. 
Under första världskriget förde Sacharov först sin armékår (Galizien) och blev i december 1915 chef för 11:e armén, , med vilken han i juli 1916 slog andra österrikiska armén vid övre Styr och intog Brody. I oktober 1916 blev han chef för den ryska Donauarmén i Dobrudzja. I januari 1917 blev han generalstabschef vid rysk-rumänska armén (kung Ferdinand I av Rumänien), men entledigades i april samma år av Aleksandr Kerenskijs revolutionära regering.